# Canadian Premier League 2025
La Canadian Premier League 2025 è la settima edizione del massimo campionato di calcio canadese. Il campionato è iniziato il 5 aprile 2025 e terminerà il 9 novembre successivo.
La squadra campione in carica è il Cavalry, che ha vinto il suo primo titolo nazionale nell'edizione 2024.

## Stagione

### Novità
Alla stagione prendono parte le stesse otto squadre dell'edizione 2024, non essendo previsto un sistema di promozioni e retrocessioni. Quella del 2025 è l'ultima edizione con otto partecipanti, avendo la federazione annunciato un'espansione del torneo a partire dal 2026.

### Formula
Il campionato prevede un doppio girone all'italiana, con ogni squadra che gioca due partite in casa e due in trasferta contro ciascuna delle sette avversarie, per un totale di 28 giornate. Le prime cinque classificate della stagione regolare si qualificano per i play-off, che combinano una parte del tabellone ad eliminazione diretta e una a doppia eliminazione. Tutte le gare dei play-off sono giocate in gara singola. La vincente dei play-off è campione del Canada e si qualifica per la CONCACAF Champions Cup 2026, insieme con la prima classificata della stagione regolare.

## Squadre partecipanti
| Club            | Città    | Provincia           | Stadio                       | Stagione precedente           |
| --------------- | -------- | ------------------- | ---------------------------- | ----------------------------- |
| Atlético Ottawa | Ottawa   | Ontario             | TD Place Stadium             | Semifinale dei play-off       |
| Cavalry         | Calgary  | Alberta             | ATCO Field                   | Campione di Canada            |
| Forge           | Hamilton | Ontario             | Tim Hortons Field            | Finale dei play-off           |
| HFX Wanderers   | Halifax  | Nuova Scozia        | Wanderers Grounds            | 8° in Canadian Premier League |
| Pacific         | Victoria | Columbia Britannica | Westhills Stadium (Langford) | 1° turno dei play-off         |
| Valour          | Winnipeg | Manitoba            | IG Field                     | 7° in Canadian Premier League |
| Vancouver FC    | Langley  | Columbia Britannica | Willoughby Community Park    | 6° in Canadian Premier League |
| York Utd        | York     | Ontario             | York Lions Stadium           | 2° turno dei play-off         |

## Classifica
|  | Pos. | Squadra         | Pt | G | V | N | P | GF | GS | DR |
|  | ---- | --------------- | -- | - | - | - | - | -- | -- | -- |
|  | 1.   | Atlético Ottawa | 0  | 0 | 0 | 0 | 0 | 0  | 0  | 0  |
|  | 2.   | Cavalry         | 0  | 0 | 0 | 0 | 0 | 0  | 0  | 0  |
|  | 3.   | Forge           | 0  | 0 | 0 | 0 | 0 | 0  | 0  | 0  |
|  | 4.   | HFX Wanderers   | 0  | 0 | 0 | 0 | 0 | 0  | 0  | 0  |
|  | 5.   | Pacific         | 0  | 0 | 0 | 0 | 0 | 0  | 0  | 0  |
|  | 6.   | Valour          | 0  | 0 | 0 | 0 | 0 | 0  | 0  | 0  |
|  | 7.   | Vancouver FC    | 0  | 0 | 0 | 0 | 0 | 0  | 0  | 0  |
|  | 8.   | York Utd        | 0  | 0 | 0 | 0 | 0 | 0  | 0  | 0  |

      Qualificata alla CONCACAF Champions Cup 2026 e ai play-off per il titolo
      Qualificate ai play-off per il titolo
In caso di arrivo a pari punti:
1. Maggior numero di vittorie;
2. Differenza reti;
3. Gol fatti;
4. Differenza reti in trasferta;
5. Gol fatti in trasferta;
6. Differenza reti in casa;
7. Gol fatti in casa;
8. Minutaggio giocatori canadesi U-21
9. Lancio della moneta (2 squadre) o estrazione a sorte (3 o più squadre).

## Play-off
Le prime cinque classificate della stagione regolare giocano i play-off col sistema Page. Le prime due classificate giocano una gara secca, chiamata semifinale 1, la cui vincente si qualifica per la finale con il diritto di giocarla in casa. La quarta e la quinta classificata della stagione regolare giocano il primo turno, la vincente gioca il secondo turno contro la terza classificata. La vincente del secondo turno gioca la semifinale 2 contro la perdente della semifinale 1, con in palio l'altro posto in finale.